# Тач & Гоу (футбольний клуб)
Тач & Гоу Футбол Клуб або просто Тач & Гоу (англ. Touch & Go Football Club) — професіональний футбольний клуб з Намібії, який представляє містечко Отаві.

## Історія
Футбольний клуб «Тач & Гоу» було засновано в 1986 році в містечку Отаві в провінції Очосондьюпа. Клуб здобув право виступати в сезоні 2013/2014 років в Прем'єр-лізі Намібії. Але виступив дуже невдало, посівши 14-те місце в елітному дивізіоні національного чемпіонату та вилетів до Першого дивізіону.